# Unica Tour 2012
L'Unica Tour 2012 è una tournée di Antonello Venditti collegata all'album Unica e iniziata al PalaLottomatica di Roma (con due date consecutive) l'8 e il 9 marzo 2012 e conclusasi il 13 ottobre dello stesso anno al Gran Teatro Geox di Padova.

## Tappe
La tournée parte l'8 marzo 2012 al PalaLottomatica di Roma, giorno in cui Venditti ha festeggiato con tutti i suoi fans e alcuni ospiti d'eccezione (tra cui Renato Zero e Raffaella Carrà) il suo sessantatreesimo compleanno.
Il tour prosegue fino al 24 maggio 2012 a Perugia. Poi prende una pausa di un mese e mezzo circa e il 9 luglio 2012 si esibisce all'Arena di Verona accompagnato sul palco da Annalisa e Chiara Civello. In questa tappa dell'Unica Tour 2012 si è registrato l'album live che uscirà nell'ottobre 2012 intitolato Io, l'orchestra, le donne e l'amore.
Dopo questa tappa speciale il tour è ripartito il 16 luglio a Piombino e si è concluso ufficialmente il 13 ottobre.
Queste le tappe della prima e seconda parte del tour:
- 8 e 9 marzo Roma (PalaLottomatica)
- 17 marzo Acireale (Palasport)
- 24 marzo Conegliano (Spes Arena)
- 27 marzo Milano (Mediolanum Forum)
- 31 marzo Ancona (Pala Rossini)
- 14 aprile Bologna (Pala Dozza)
- 19 aprile Genova (105 Stadium)
- 21 aprile Torino (Pala Olimpico)
- 23 aprile Firenze (Nelson Mandela Forum).
- 26 aprile Bari (Palaflorio)
- 28 aprile Napoli (Palapartenope)
- 5 maggio Roma (PalaLottomatica)
- 24 maggio Perugia (Pala Evangelisti)
- 9 luglio Verona (Arena)
- 16 luglio Piombino (Piazza Bovio)
- 25 luglio Sarzana (Piazza Matteotti)
- 1º agosto Cassino (Archi Village)
- 4 agosto Chieti (Piazza San Giustino)
- 13 agosto Nettuno (Stadio del Baseball)
- 17 agosto Ostuni (Foro Boario)
- 26 agosto Taormina (Teatro Antico)
- 28 agosto Agrigento (Valle dei Templi)
- 1º settembre Malta (MFCC Ta' Qali)
- 6 ottobre Rimini (105 Stadium)
- 13 ottobre Padova (Gran Teatro Geox)
- 5 novembre Basilea (Avo Session)
- 21 dicembre Caltanissetta (Palazzo dello Sport)

## Scaletta
Ecco la scaletta che Antonello Venditti ha eseguito in tutte le tappe della sua tournée:
1. Unica (Mio danno ed amore)
2. Il compleanno di Cristina
3. Giulio Cesare
4. Piero e Cinzia
5. Oltre il confine
6. Che fantastica storia la vita
7. Sotto il segno dei pesci
8. Non ci sono anime
9. Roma capoccia
10. Sara
11. Le cose della vita
12. Ci vorrebbe un amico
13. Notte prima degli esami
14. Dalla pelle al cuore
15. Indimenticabile
16. Forever
17. Amici mai
18. Ogni volta
19. Alta marea
20. Come un vulcano
21. Benvenuti in Paradiso
22. In questo mondo di ladri
23. E allora canta!
24. Ricordati di me

## Band
I musicisti che con lui sul palco dell'Arena di Verona sono:
- Marco Sabiu Orchestra
- Derek J. Wilson (batteria)
- Alessandro Canini (percussioni, batteria e chitarra)
- Fabio Pignatelli (basso)
- Alessandro Centofanti (pianoforte e organo)
- Danilo Cherni (tastiere)
- Benedetto "Toti" Panzanelli (chitarra)
- Maurizio Perfetto (chitarra)
- Amedeo Bianchi (sax)
- Sandy Chambers (cori)
- Julia St. Louis (cori)
- Gato Barbieri (sax alto in E allora canta!)